# El infinito en un junco
El infinito en un junco. La invención de los libros en el mundo antiguo es un ensayo de Irene Vallejo Moreu, publicado en 2019 por Ediciones Siruela. La edición en tapa blanda (ISBN 978-8417860790) apareció el 18 de septiembre de 2019. El 21 de octubre de 2020 se lanzó una edición en tapa dura (ISBN 978-8418436208). El 9 de junio de 2022 salió la edición en formato libro de bolsillo (ISBN 978-8466358293). El 18 de junio de 2020 apareció en versión audiolibro, narrado por Elena Silva.
Fue galardonado con el Premio Nacional de Ensayo de España (2020).  Debido a la pandemia de la COVID-19, dicho galardón, junto con el resto de los Premios Nacionales de Cultura 2020, fue entregado en un acto presidido por los Reyes de España y el ministro de Cultura el día 13 de julio de 2022, en el claustro del Museo del Prado. En dicho acto Irene Vallejo pronunció un discurso en nombre de todos los galardonados.

## Sinopsis
En un ensayo salpicado de anécdotas personales, Irene Vallejo desmenuza y recorre los 30 siglos de historia del libro. La historia de su fabricación (libros de humo, de piedra, de arcilla, de juncos, de seda, de piel, de árboles y, los últimos llegados, de plástico y luz), los oficios con él relacionados (escritores, bardos, copistas, traductores, bibliotecarios, libreros), la invención del alfabeto, el paso del relato oral al escrito, las persecuciones que ha sufrido repetidamente a lo largo de los siglos. Todo ello con numerosas referencias a la biografía de personajes de la antigüedad, así como a películas y obras literarias de nuestra época. Es también un libro de historia, con escenas en los campos de batalla de Alejandro y en la Villa de los Papiros bajo la erupción del Vesubio, en los palacios de Cleopatra y en el escenario del crimen de Hipatia, en las primeras bibliotecas conocidas y en los talleres de copia manuscrita, en las hogueras donde ardieron códices prohibidos, en el gulag, en la biblioteca de Sarajevo y en el laberinto subterráneo de Oxford en 2000.
Analiza asimismo el papel, muy a menudo infravalorado, de la mujer en la historia del libro, desde Enheduanna, primer autor que firma con su nombre una obra escrita (y que no aparece en los textos de la historia de la literatura), la poetisa Safo, el arquetipo de las bibliotecarias solteronas y amargadas (como en la película Qué bello es vivir, a las bibliotecarias a caballo de Kentucky, que constituyen el epílogo del libro, como contrapunto a los jinetes que buscan libros para la biblioteca de Alejandría en el inicio del ensayo.